# Jacques Bonsergent
Jacques Bonsergent (* 1912 in Malestroit; † 23. Dezember 1940 in Paris) war einer der ersten Zivilisten französischer Staatsangehörigkeit, die im Zweiten Weltkrieg von den Deutschen getötet wurden. Heute ist nach ihm im 10. Pariser Arrondissement der Place Jacques-Bonsergent sowie seit 1946 eine Metro-Station benannt, die zuvor Lancry hieß.

## Leben
Bonsergent kam aus einem bürgerlichen, kirchlich orientierten Elternhaus. Nach dem Besuch des Gymnasiums studierte er auf der École nationale supérieure d’arts et métiers in Angers und promovierte 1930 als Ingenieur.
Am 10. November gegen 21:00 Uhr kam Bonsergent mit einigen Freunden von einer Hochzeit, als eine Streife von deutschen Soldaten sie anhalten wollte, da sie gegen die Ausgangssperre verstoßen hatten. Es kam zu Raufereien und einem Abdrängen, die Gruppe verstreute sich danach. Bei einer anschließenden Verfolgung konnten die Soldaten nur Bonsergents wegen seiner auffälligen Körpergröße habhaft werden. Er wurde verhaftet und nach den Namen seiner Kameraden gefragt, was er immer wieder verweigerte. Schließlich wurde er beschuldigt und angeklagt, in der Nacht vom 10. November gegen deutsche Soldaten vorgegangen zu sein. Die Gerichtsverhandlung am 5. Dezember sprach das Todesurteil aus, das einen Tag vor Heiligabend exekutiert wurde. Ein zuvor eingelegtes Gnadengesuch hatte General Otto von Stülpnagel abgelehnt.
Bonsergent wurde auf dem Friedhof seiner Heimatstadt in der Bretagne beigesetzt.
Bonsergent galt und gilt als Märtyrer. Während die deutschen Befehlshaber mit seinem Tod ein Exempel statuieren wollten, galt Jacques Bonsergent als Symbol des Heldentums, der Opferbereitschaft und der Brüderlichkeit. In einem Abschiedsbrief an einen Kameraden schrieb er angesichts der bevorstehenden Exekution:

« Je n’aurais jamais cru écrire mes dernières volontés si tôt. Sur ce, je t’embrasse fraternellement et te dis adieu avant de me coucher pour la dernière fois. »

„Ich hätte niemals geglaubt, meinen letzten Willen so früh aufzuschreiben. Also umarme ich Dich brüderlich und sage Adieu, um mich ein letztes Mal schlafen zu legen.“